# Gina Lynn

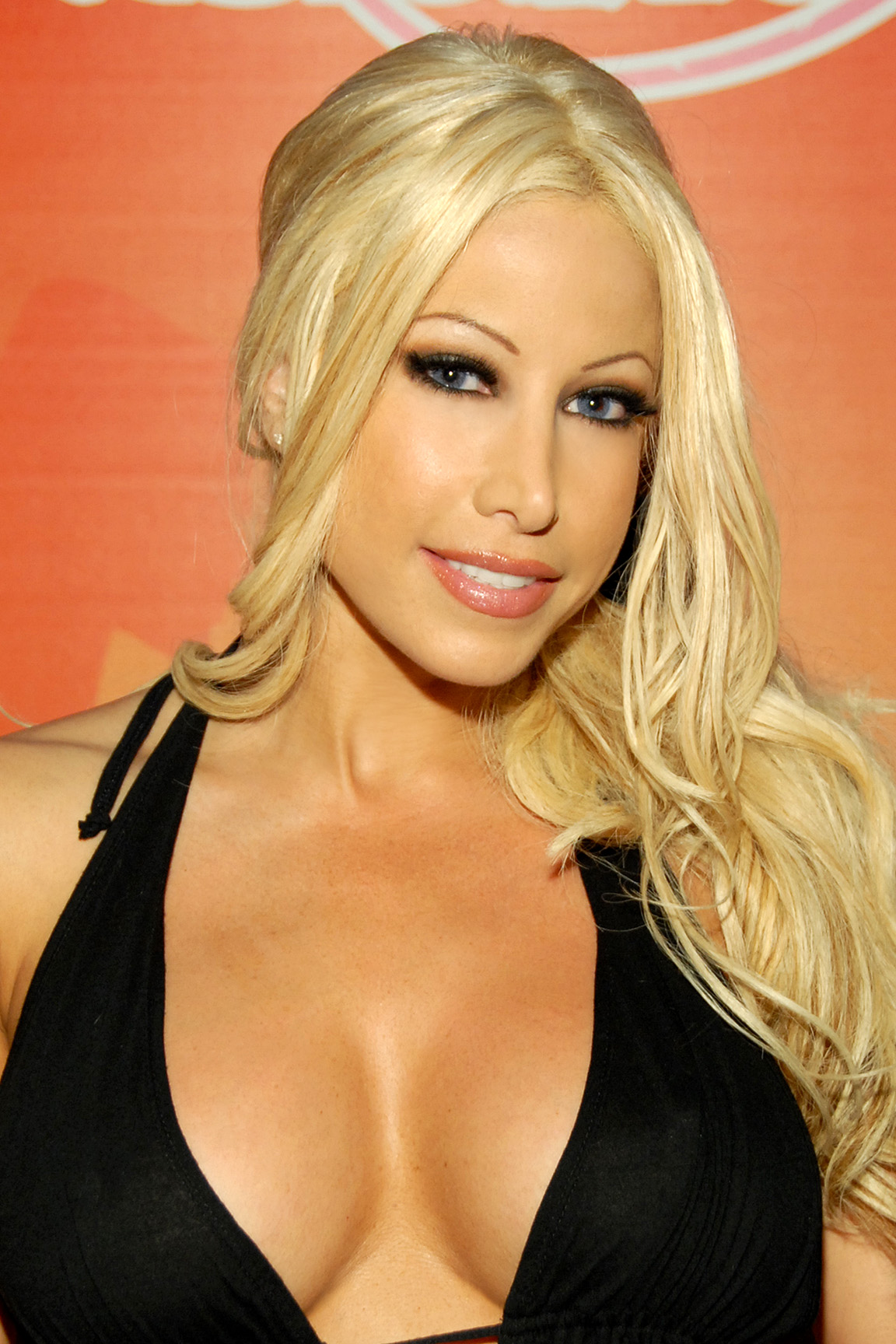
Gina Lynn (2010)

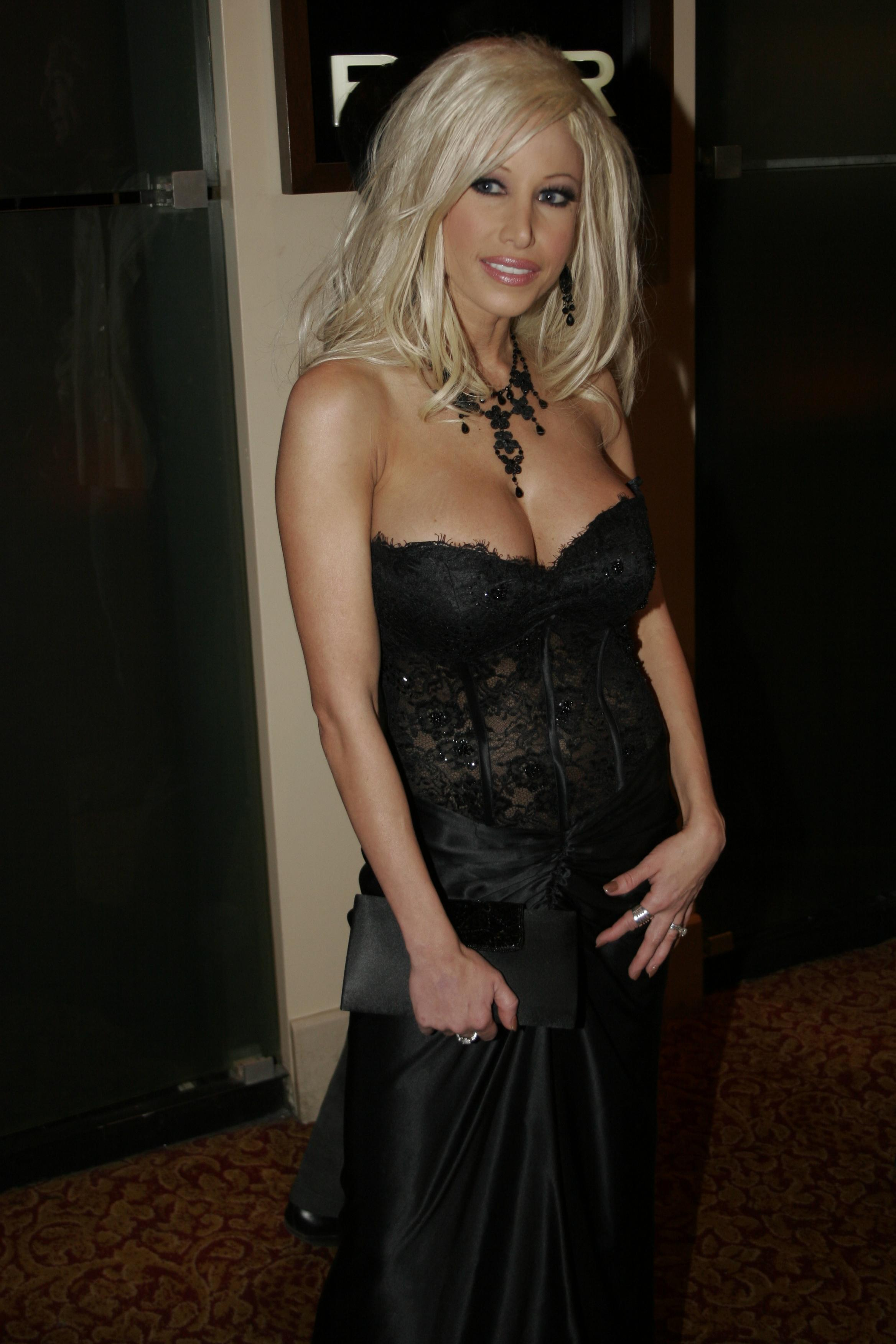
Gina Lynn (2006)

Gina Lynn (* 15. Februar 1974 als Tanya Mercado in Mayagüez, Puerto Rico) ist eine ehemalige puerto-ricanische Pornodarstellerin.

## Leben
Als Lynn fünf Jahre alt war, zog ihre Familie nach Jackson Township. Sie begann 1994 als Stripperin in Asbury Park zu arbeiten. Danach modelte sie für Männermagazine.
Sie ist seit 1999 mit dem Darsteller Travis Knight verheiratet, lebt jedoch mittlerweile getrennt von ihm. 2000 drehte sie ihren ersten Hardcorefilm und seitdem etwa 50 weitere Filme, u. a. ist sie in mehreren Folgen der Reihe Flesh Hunter von Jules Jordan zu sehen. Lynn spielte in dem Musikvideo von Eminem zu dem Song Superman und in dem Musikvideo zu dem Song Keep Movin On von Vinnie Paz mit. Sie spielte auch in den Mainstream-Produktionen Die Sopranos, Third Watch – Einsatz am Limit und Reine Nervensache 2 mit. 2005 verletzte sie sich bei einem Motorradstunt auf der Motocross Mayhem Show. 2006 war sie in der Komödie Assmonster: The Making of a Horror Movie von Bill Zebub zu sehen.
2004 wurde Gina Lynn als eine von 30 bekannten Pornodarstellerinnen von dem amerikanischen Fotografen Timothy Greenfield-Sanders in seinem Buch XXX: 30 Porn-Star Portraits und seiner HBO-Dokumentation Thinking XXX porträtiert.
Im März 2012 wurde Gina Lynn vom Penthouse Magazin als Penthouse Pet für den April 2012 angekündigt. Am 28. März 2012 kündigte sie an, dass sie sich aus der Pornoindustrie zurückziehen und nur noch pornografische Webcamfilme drehen werde.

## Auszeichnungen
- 2002: NightMoves Award: Best Feature Dancer
- 2007: NightMoves Award: Best Feature Dancer
- 2007: NightMoves Hall of Fame
- 2005: AVN Award: „Best Gonzo Release“ für Gina Lynn’s Darkside
- 2008: F.A.M.E. Award: „Favorite Ass“[5]
- 2008: Urban Spice Awards: Best Female Performer
- 2009: NightMoves Award: Triple Play Award
- 2010: AVN Hall of Fame[6]

## Filmografie (Auswahl)
- 1999: 18 In Vegas 1
- 2000: 2'fers 1
- 2000: Action Sports Sex 9
- 2000: California Cocksuckers 20
- 2000: Four Finger Club 9
- 2000: Girl's Affair 42
- 2000: Live Bait 4
- 2000: Soaking Wet Cotton Panties 6
- 2002: Crazy About You
- 2002: Reine Nervensache 2 (Analyze That)
- 2002: Strap-On Sally 20
- 2003: Air Couch Bounce
- 2003: Close-up 1
- 2003: Private Reality 17: Anal Desires
- 2003: Retro Lust
- 2003: High Rise
- 2003: Dirty Work
- 2003–2006: Flesh Hunter 6, 8 & 9
- 2004: Die Sopranos (Fernsehserie, eine Folge)
- 2004: Gina Lynn Reinvented
- 2004: Gina Lynn and Belladonna Unleashed
- 2005: Babes.Tv. 3
- 2005: Kelly and Gina Lynn
- 2005: Lipstick Lesbians 3
- 2006: Assmonster: The Making of a Horror Movie
- 2006: Getting Down By The Fire
- 2006: Hand to Mouth 4
- 2006: Jack’s Big Ass Show 5
- 2006–2008: Jack’s Big Tit Show 4, 8
- 2006: My First Sex Teacher 39
- 2007: Babysitters 1
- 2007: Filthy 2
- 2007: Getting Back Into The Swinging Circle
- 2007: Gina Lynn’s Demons Within
- 2007: Internal Cumbustion 11
- 2007: Jack’s POV 7
- 2007: Pussy Meltdown
- 2008: Interactive Gina Lynn
- 2008: Oil Overload 1
- 2008: Secret Lives of Women (Fernsehserie, vier Folgen)
- 2008: Smash My Tits and Pussy
- 2008: On Set With Gina Lynn
- 2008: Monster Curves 2
- 2009: Blowjob Winner 1 & 2
- 2009: Don't Cum Inside Me 2
- 2009: Double D's and Derrieres 4
- 2010: Big Tits in Sports 3
- 2010: Gina's Lucky Night
- 2010: Handjob Spectacles
- 2010: Self Service 2
- 2010: This Ain’t Baywatch XXX
- 2011: Big Boob Blondes
- 2011: Once You Go Black 6
- 2011: Popular Demand
- 2012: Amy Ried and Gina Lynn are Busty Cops
- 2012: Big Tits Boss 21
- 2012: College Invasion 13
- 2012: Cougar Gina Lynn
- 2012: Doctor Adventures.com 12
- 2012: Straight to Sex
- 2013: Big Boobs In Uniform
- 2014: Blonde Bombshells
- 2015: When Cougars Attack